# فردی گولانزمان
فردی گولانزمان (انگلیسی: Fredy Glanzmann؛ زادهٔ ۱۶ ژوئیهٔ ۱۹۶۳) از ورزشکاران و مدال‌آوران در بازی‌های المپیک زمستانی اهل سوئیس است.